# Iudex, qui litem suam fecit
Iudex, qui litem suam fecit (etwa: der Richter, der sich selbst den Prozess aufgeladen hat) bezeichnet eine Amtspflichtsverletzung des Richters (iudex) im römischen Prozessverfahren. Ansprüche aus Amtshaftung entstanden im frührömischen Legisaktionenverfahren und später im Formularprozess, wenn richterliches Fehlverhalten, regelmäßig handelte es sich um Rechtsbeugung, dazu führte, dass eine der am Prozess beteiligten Parteien hierdurch geschädigt wurde.
Ein Nachweis für richterliche Haftung findet sich in der spätantiken Gesetzessammlung der Digesten mit einem Beitrag, der auf den Hochklassiker Gaius zurückführt.
Der Folgeprozess, der sich gegen das richterliche Handeln zu wenden hatte, gründete ausweislich der auf Justinian zurückgehenden Institutiones Iustiniani auf einem Anspruch aus Quasidelikt. Quasi ex delicto entstanden Verbindlichkeiten, die aus deliktsähnlichem Verhalten herrührten. Dazu gehörten vornehmlich die Popularklagen der actiones de deiectis vel effusis beziehungsweise de posito vel suspenso. Formal wurde die Klage gegen den Richter dem Deliktsklagentyp gleichgestellt.